# Włókniakowatość hialinowa młodzieńcza
Włókniakowatość hialinowa młodzieńcza (łac. fibromatosis hyalinica juvenilis, fibromatosis hyalinica multiplex juvenilis, ang. juvenile hyalin fibromatosis) – rzadka, dziedziczona w sposób autosomalny recesywny dysplazja tkanki łącznej, objawiająca się tworzeniem licznych, niebolesnych guzków i guzów w skórze głowy, pleców i kończyn, rzadziej dziąseł i kości. Guzy prowadzą do zniekształceń ciała i przykurczów stawowych. W kościach chorych spotyka się ogniska osteolityczne.
W obrazie histologicznym nie stwierdza się prawidłowych włókien kolagenowych; obecne są cienkie pasma fibroblastów zatopione w eozynochłonnej, homogennej substancji barwiącej się PAS i błękitem alcjanu. Substancja międzykomórkowa zbudowana jest z mikrofilamentów i włókien kolagenu o nieprawidłowej budowie. W cytoplazmie fibroblastów na poziomie ultrastrukturalnym stwierdza się rozległy aparat Golgiego.
Chorobę opisali po raz pierwszy patomorfolodzy Drescher, Woyke, Markiewicz i Tegi w 1969 roku. W 2003 roku dwa zespoły badawcze ustaliły związek choroby z mutacją w genie CMG2 na chromosomie 4; mutacje w tym genie powodują też młodzieńczą uogólnioną hialinozę, są to zatem schorzenia alleliczne.